# Nattapong Hamontree
Nattapong Hamontree (thailändisch ณัฐพงศ์ หามนตรี; * 13. Oktober 2005 in Bangkok), auch als Hart bekannt, ist ein thailändischer Fußballspieler.

## Karriere
Nattapong Hamontree spielte von Sommer 2022 bis mindestens Dezember 2023 beim Drittligisten Hua Hin City FC. Mit dem Verein aus Hua Hin spielte er bis Dezember 2023 30-mal in der Western Region der Liga. Seit dem 1. August 2024 steht er beim Suphanburi FC unter Vertrag. Der Verein aus Suphanburi spielt in der zweiten Liga, der Thai League 2. Sein Zweitligadebüt gab Hamontree am 15. September 2024 (5. Spieltag) im Auswärtsspiel gegen den Chanthaburi FC. Bei der 3:1-Niederlage wurde er in der 62. Minute für Peerapong Punyanumaporn eingewechselt. Am Ende der Saison 2024/25 musste er mit Suphanburi in die dritte Liga absteigen. Für Suphanburi bestritt er 27 Ligaspiele. Nach dem Abstieg verließ er den Verein und schloss sich im Sommer 2025 dem Erstligisten PT Prachuap FC an.